# Michael Schönborn
Michael Schönborn (* 2. November 1954 in Schruns) ist ein österreichischer Theater- und Film-Schauspieler aus der Familie der Grafen von Schönborn. Der Wiener Erzbischof Kardinal Christoph Schönborn und der Fotograf Philipp Schönborn sind seine Brüder.

## Leben
Einen Teil seiner Schulzeit verbrachte Michael Schönborn 1967 bis 1970 im Internat an der Schule Birklehof. Bereits als Schüler engagierte er sich dort mit der Aufführung von Theaterstücken. Von 1977 bis 1980 besuchte er die Neue Münchner Schauspielschule.
Bekannt wurde Michael Schönborn durch Erfolgsserien wie zum Beispiel Der Winzerkönig, SOKO Kitzbühel und Zodiak – Der Horoskop-Mörder. Im Film Die zweite Heimat – Chronik einer Jugend des Regisseurs Edgar Reitz verkörperte er die Rolle des ewigen Studenten Alex. Das jüngere Publikum kennt ihn aus der Serie Hals über Kopf, wo er den Herrn Wurzel spielte.
Im Jahr 2011 begann der Schauspieler auch mit Auftritten als Musicaldarsteller. So hatte er sein erstes Engagement im Wiener Ronacher in Sister Act als Priester. 2012 tanzte er mit Maria Jahn in Dancing Stars/Staffel 7 des ORF. Das Paar schied in der dritten Runde am 22. März 2012 aus.
Engagements hat Michael Schönborn an diversen deutschen Bühnen, unter anderen am Deutschen Schauspielhaus Hamburg, am Thalia Theater Hamburg, im Theater am Turm in Frankfurt am Main, in Berlin wie auch in der Schweiz am Stadt Theater Basel. In Österreich ist Michael Schönborn Ensemblemitglied im Theater in der Josefstadt in Wien.
Michael Schönborn lebt in Sachsen-Anhalt.

## Filmografie (Auswahl)
- 1986: Stammheim (Regie: Reinhard Hauff)
- 1986–1989: Hals über Kopf (Fernsehserie)
- 1987: Der kleine Staatsanwalt (Regie: Hark Bohm)
- 1987: Sierra Leone (Regie: Uwe Schrader)
- 1988: Die Männer vom K3 (Fernsehserie) Folge: Familienfehde, Herr Fichte
- 1992: Linsenpüree (Kurzfilm, Regie: Helmut Wietz)
- 1993: Die zweite Heimat – Chronik einer Jugend (Miniserie, 10 Folgen, Regie: Edgar Reitz)
- 1993–1995: Nicht von schlechten Eltern (Fernsehserie, 9 Folgen)
- 1994: Alles außer Mord (Fernsehserie, Folge 1x01, Regie: Sigi Rothemund)
- 1994: Hackepeter (Kurzfilm, Regie: Helmut Wietz)
- 1994: Radetzkymarsch (Fernseh-Mehrteiler, Regie: Axel Corti, Gernot Roll)
- 1995–2001: Doppelter Einsatz (Fernsehserie, 3 Folgen)
- 1996: Ein Mord auf dem Konto (Fernsehfilm, Regie: Hartmut Griesmayr)
- 1996: Im Rausch der Liebe (Fernsehfilm, Regie: Markus Fischer)
- 1996: Jackpot (Fernsehfilm, Regie: Hartmut Griesmayr)
- 1996: Und keiner weint mir nach (Regie: Joseph Vilsmaier)
- 1997: Faust (Fernsehserie, Folge 4x03, Regie: Martin Enlen)
- 1997: Lebenslang ist nicht genug (Fernsehfilm, Regie: Sigi Rothemund)
- 1997: Rendezvous des Todes (Fernsehfilm, Regie: Richard Huber)
- 1998: Adelheid und ihre Mörder (Fernsehserie, Folge 2x05, Regie: Karin Hercher)
- 1998: Alle für die Mafia (Fernsehfilm, Zweiteiler, Regie: Gernot Friedel)
- 1998: Die Straßen von Berlin (Fernsehserie, Folge 2x01, Regie: Werner Masten)
- 1999, 2002: Großstadtrevier (Fernsehserie, 2 Folgen)
- 1999: Kommissar Rex (Fernsehserie, Folge 5x02, Regie: Peter Carpentier)
- 1999: Stahlnetz (Fernsehserie, Folge 11x01, Regie: Thomas Bohn)
- 2000: Die blauen und die grauen Tage (Fernsehfilm, Regie: Dagmar Damek)
- 2000: Die Cleveren (Fernsehserie, Folge 2x07, Regie: Axel de Roche)
- 2000: Die Verhaftung des Johann Nepomuk Nestroy (Fernsehfilm, Regie: Dieter Berner)
- 2000: Fisimatenten (Regie: Jochen Kuhn)
- 2000: Gesteinigt – Der Tod der Luxuslady (Fernsehfilm, Regie: Andreas Prochaska)
- 2000: Hart im Nehmen (Fernsehfilm, Regie: Peter Patzak)
- 2000: Komm, süßer Tod (Regie: Wolfgang Murnberger)
- 2000: Sehnsucht nach Jack (Highway Society, Regie: Mika Kaurismäki)
- 2001: Der Briefbomber (Fernsehfilm, Regie: Torsten C. Fischer)
- 2001: Sinan Toprak ist der Unbestechliche (Fernsehserie, Folge 1x07, Regie: Andreas Prochaska)
- 2001: Vier Meerjungfrauen (Fernsehfilm, Regie: René Heisig)
- 2002: Der Bulle von Tölz: Liebespaarmörder (Regie: Werner Masten)
- 2002: Andreas Hofer – Die Freiheit des Adlers (Fernsehfilm, Regie: Xaver Schwarzenberger)
- 2002: August der Glückliche (Fernsehfilm, Regie: Joseph Vilsmaier)
- 2002: Die achte Todsünde: Toskana-Karussell (Fernsehfilm, Regie: Peter Patzak)
- 2002: Die Dickköpfe (Zweiteiler, Regie: Walter Bannert)
- 2003: SOKO Kitzbühel (Fernsehserie, Folge 2x10, Regie: Stefan Klisch)
- 2003: Das Duo – Der Liebhaber (Fernsehserie)
- 2003, 2005: Der Pfundskerl (Fernsehserie, 2 Folgen)
- 2004: Bergkristall (Regie: Joseph Vilsmaier)
- 2004: Die Spielerin (Fernsehfilm, Regie: Erhard Riedlsperger)
- 2004: Nikola (Fernsehserie, Folge 7x07, Regie: Richard Huber)
- 2004: Tatort: Tod unter der Orgel (Fernsehreihe, Regie: Walter Bannert)
- 2005: Auf den Spuren der Vergangenheit
- 2005: Vorsicht Schwiegermutter! (Fernsehfilm, Regie: Zoltan Spirandelli)
- 2006: Der Winzerkönig (Fernsehserie, 13 Folgen)
- 2006: Medicopter 117 – Jedes Leben zählt (Fernsehserie, Folge 7x04, Regie: Thomas Nikel)
- 2007: Zodiak – Der Horoskop-Mörder (Fernsehfilm, Mehrteiler, Regie: Andreas Prochaska)
- 2008: Das Duo: Sterben statt erben
- 2008: Die Lüge (Fernsehfilm, Regie: Judith Kennel)
- 2009: Unter anderen Umständen – Auf Liebe und Tod
- 2010: Seine Mutter und ich
- 2010: Inga Lindström – Millionäre küsst man nicht (Fernsehfilm, Regie: Dirk Regel)
- 2011: Kebab mit Alles (Fernsehfilm, Regie: Wolfgang Murnberger)
- 2011: Der Kardinal (Fernsehfilm, Regie: Andreas Gruber)
- 2011: Der Wettbewerb (Fernsehfilm)
- 2012: Das Kindermädchen (Fernsehfilm, Regie: Carlo Rola)
- 2012: Die Verführerin Adele Spitzeder (Fernsehfilm, Regie: Xaver Schwarzenberger)
- 2013: Der Minister (Fernsehfilm, Regie: Uwe Janson)
- 2014: Die Spiegel-Affäre (Fernsehfilm, Regie: Roland Suso Richter)
- 2014: Die Kraft, die Du mir gibst (Fernsehfilm)
- 2014: Die drei Federn (Märchenfilm, Regie: Su Turhan)
- 2015: Der Kotzbrocken (Fernsehfilm, Regie: Tomy Wigand)
- 2017: SOKO Kitzbühel – Trauerreden (Fernsehserie)
- 2019: Blind ermittelt – Blutsbande (Fernsehreihe)
- 2021: Die Toten von Salzburg – Schwanengesang (Fernsehreihe)
- 2021: Die Toten von Salzburg – Treibgut (Fernsehreihe)
- 2021: SOKO Donau: Mann ohne Eigenschaften (Fernsehserie)
- 2021: Die Toten von Salzburg – Vergeltung (Fernsehreihe)
- 2024: Die Toten von Salzburg – Süßes Gift (Fernsehreihe)
- 2025: Die Toten von Salzburg – Mord in bester Lage (Fernsehreihe)

## Theaterengagements (Auswahl)
- 1980–1984: Deutsches Schauspielhaus, Hamburg
- 1991–1994: Thalia Theater, Hamburg
- 1995: Hamburger Kammerspiele, Hamburg
- 1997: Theater Basel, Basel
- seit 2014: Theater in der Josefstadt, Wien